# Dan Evensen
Dan Tore Evensen (Arendal, 1 de junho de 1974) é um lutador norueguês de artes marciais mistas.

## Início
Evensen era um atleta promissor como hammer thrower, e aos dezesseis anos possuia uma record de 52,50 metros. Ele também fez boxe e jogou Futebol Americano, fazendo parte do time local, a Arendal Wildcats, por muitos anos. Sua participação o levou a jogar no time de nacional da Noruega nos anos noventa. Ainda no ensino médio foi campeão da categoria em seu país em 1994. Evensen deixou a Noruega para estudar na Universida de de El Paso no texas, onde continuou sua carreira como Hammer Thrower. De volta à Noruega, ele começoua trabalhar como mecânico naval, retornando aos EUA novamente no MMA.
Evensen possui cinturão marrom em kickboxing (Noruega) e faixa roxa em Jiu-Jitsu Brasileiro (EUA). É ex-campeão de Pesos Pesados da Gladiator Challenge Heavyweight.

## Histórico
| Res.    | Cartel | Oponente           | Método                  | Evento                          | Data                    | Round | Tempo | Local                                  | Notas |
| ------- | ------ | ------------------ | ----------------------- | ------------------------------- | ----------------------- | ----- | ----- | -------------------------------------- | ----- |
| Vitória | 11–4   | Raoul Romero       | TKO (socos)             | Bellator V                      | 1 de maio de 2009       | 2     | 1:43  | Dayton, Ohio, Estados Unidos           |       |
| Derrota | 10–4   | Patrick Barry      | TKO (leg kicks)         | UFC 92                          | 27 de dezembro de 2008  | 1     | 2:36  | Las Vegas, Nevada, Estados Unidos      |       |
| Derrota | 10–3   | Cheick Kongo       | TKO (strikes)           | UFC 87                          | 9 de agosto de 2008     | 1     | 4:55  | Minneapolis, Minnesota, Estados Unidos |       |
| Vitória | 10–2   | Konstantin Gluhov  | Decisão (unânime)       | BodogFIGHT: USA vs. Russia      | 30 de novembro de 2007  | 3     | 5:00  | Moscou, Rússia                         |       |
| Vitória | 9–2    | John George        | TKO                     | IFO: Kimmons vs Yunker          | 21 de setembro de 2007  | 1     | 0:54  | Nevada, Estados Unidos                 |       |
| Vitória | 8–2    | Dominic Richard    | TKO                     | BodogFIGHT: Vancouver           | 24 de agosto de 2007    | 1     | 0:46  | Columbia Britânica, Canadá             |       |
| Vitória | 7–2    | Jeremiah Constant  | TKO                     | BodogFIGHT: Costa Rica          | 17 de fevereiro de 2007 | 1     | 1:26  | Costa Rica                             |       |
| Derrota | 6–2    | Dan Bobish         | Finalização (socos)     | Xtreme Fight Séries 2           | 14 de outubro de 2006   | 1     | 1:25  | Idaho, Estados Unidos                  |       |
| Derrota | 6–1    | Christian Wellisch | TKO (corner stoppage)   | IFC: Caged Combat               | 1 de abril de 2006      | 2     | 5:00  | Califórnia, Estados Unidos             |       |
| Vitória | 6–0    | Rob Wince          | TKO (corner stoppage)   | WEF: Sin City                   | 20 de maio de 2005      | 1     | 5:00  | Nevada, Estados Unidos                 |       |
| Vitória | 5–0    | Ruben Villareal    | TKO                     | GC 32: King of the Hill         | 18 de novembro de 2004  | 2     | 1:38  | Califórnia, Estados Unidos             |       |
| Vitória | 4–0    | Julius Askew       | Decisão (unânime)       | GC 27: FightFest 2              | 3 de junho de 2004      | 3     | 5:00  | Califórnia, Estados Unidos             |       |
| Vitória | 3–0    | Mike Wolmack       | TKO                     | GC 27: FightFest 2              | 3 de junho de 2004      | 1     | 2:57  | Califórnia, Estados Unidos             |       |
| Vitória | 2–0    | Jonah Broad        | Finalização (mata leão) | GC 26: FightFest 1              | 2 de junho de 2004      | 1     | 0:51  | Califórnia, Estados Unidos             |       |
| Vitória | 1–0    | Scott Wallace      | N/A                     | RMS 2: Rocky Mountain Slammer 2 | 11 de maio de 2002      | 2     | 1:34  | Colorado, Estados Unidos               |       |

## K-1
| 0 Vitórias (0 (T) KO's, 0 decisão), 1 Derrotas |           |        |                  |                                        |                   |       |       |                                   |
| Data                                           | Resultado | Record | Oponente         | Evento                                 | Método            | Round | Tempo | Local                             |
| 30 de Abril de 2005                            | Derrota   | 0-1    | Steve Steinbeiss | K-1 World Grand Prix 2005 in Las Vegas | Decisão (unânime) | 3     | 3:00  | Las Vegas, Nevada, Estados Unidos |